# Campionati mondiali di tiro 1994
I campionati mondiali di tiro 1994 furono la quarantaseiesima edizione dei campionati mondiali di questo sport e si disputarono a Milano, ad eccezione delle gare dai 300 metri, disputate a Tolmezzo, e delle gare di tiro a volo, disputatesi a Fagnano Olona.

## Risultati

### Uomini

#### Carabina
| Evento                     | Oro                                                          | Oro       | Argento                                                | Argento   | Bronzo                                                         | Bronzo    |
| Evento                     | Atleta                                                       | Risultato | Atleta                                                 | Risultato | Atleta                                                         | Risultato |
| 50m 3 posizioni            | Petr Kůrka                                                   | 1268,5    | Thomas Tamas                                           | 1266,3    | Wolfram Waibel                                                 | 1265,1    |
| 50m 3 posizioni a squadre  | Francia Jean-Pierre Amat Michel Bury Roger Chassat           | 3479      | Ucraina Artur Ajvazjan Oleg Dementiev Oleg Mikhailov   | 3478      | Rep. Ceca Milan Bakes Petr Kůrka Václav Bečvář                 | 3470      |
| 50m a terra                | Lie Wenjie                                                   | 700,5     | Stevan Pletikosić                                      | 699,2     | Christian Klees                                                | 698,4     |
| 50m a terra a squadre      | Ucraina Artur Ajvazjan Oleg Dementiev Andrei Cheikin         | 1784      | Francia Jean-Pierre Amat Michel Bury Dominique Maquin  | 1784      | Russia Viatcheslav Bochkarev Artem Khadjibekov Sergei Schedrin | 1783      |
| 300m 3 posizioni           | Glenn Dubis                                                  | 1175 (RM) | Norbert Sturny                                         | 1169      | Eric Chollet Durand                                            | 1168      |
| 300m 3 posizioni a squadre | Bielorussia Anatoli Klimenko Sjarhej Martynaŭ Georgi Nekhaev | 3480 (RM) | Finlandia Harri Marjala Tapio Säynevirta Jukka Salonen | 3478      | Rep. Ceca Milan Bakes Petr Kůrka Milan Mach                    | 3477      |
| 300m a terra               | Bernd Rücker                                                 | 600       | Petr Kůrka                                             | 599       | Roger Chassat                                                  | 597       |
| 300m a terra a squadre     | Finlandia Kalle Leskinen Tapio Säynevirta Jukka Salonen      | 1787 (RM) | Rep. Ceca Milan Bakes Petr Kůrka Milan Mach            | 1785      | Svizzera Olivier Cottagnoud Eric Chollet Durand Norbert Sturny | 1783      |

#### Carabina standard
| Evento         | Oro                                                | Oro       | Argento                                                | Argento   | Bronzo                                             | Bronzo    |
| Evento         | Atleta                                             | Risultato | Atleta                                                 | Risultato | Atleta                                             | Risultato |
| 300m           | Jukka Salonen                                      | 584       | Milan Bakeš                                            | 582       | Harri Marjala                                      | 580       |
| 300m a squadre | Stati Uniti Robert Foth Glenn Dubis Webster Wright | 1736      | Finlandia Harri Marjala Tapio Säynevirta Jukka Salonen | 1728      | Germania Christian Bauer Rudolf Krenn Bernd Rücker | 1716      |

#### Carabina ad aria
| Evento        | Oro                                                          | Oro       | Argento                                              | Argento   | Bronzo                                               | Bronzo    |
| Evento        | Atleta                                                       | Risultato | Atleta                                               | Risultato | Atleta                                               | Risultato |
| 10m           | Boris Polak                                                  | 694,1     | Anatoli Klimenko                                     | 691,8     | Frank Dobler                                         | 691,8     |
| 10m a squadre | Bielorussia Anatoli Klimenko Georgi Nekhaev Sjarhej Martynaŭ | 1766      | Rep. Ceca Milan Bakes Petr Kůrka Dalimil Nejezchleba | 1764      | Russia Yuri Fedkin Artem Khadjibekov Sergei Schedrin | 1764      |

#### Pistola
| Evento        | Oro                                                              | Oro       | Argento                                               | Argento   | Bronzo                              | Bronzo    |
| Evento        | Atleta                                                           | Risultato | Atleta                                                | Risultato | Atleta                              | Risultato |
| 50m           | Wang Yifu                                                        | 663,5     | Viktor Makarov                                        | 659,7     | Franck Dumoulin                     | 657,7     |
| 50m a squadre | Ucraina Oleksandr Bliznuchenko Volodymyr Ivanchuk Viktor Makarov | 1675      | Russia Boris Kokorev Sergej Poliakov Sergej Pyž'janov | 1674      | Cina Li Jinbao Wang Yifu Xu Haifeng | 1673      |

#### Pistola a fuoco rapido
| Evento        | Oro                                                       | Oro       | Argento                                | Argento   | Bronzo                                               | Bronzo    |
| Evento        | Atleta                                                    | Risultato | Atleta                                 | Risultato | Atleta                                               | Risultato |
| 25m           | Krzysztof Kucharczyk                                      | 691,4     | Emil Milev                             | 690,2     | Ralf Schumann                                        | 689,7     |
| 25m a squadre | Polonia Adam Kaczmarek Andrzej Macur Krzysztof Kucharczyk | 1753      | Cina Meng Gang Wang Runxi Zhang Ruimin | 1749      | Ungheria Istvan Jambrik Sandor Kacsko Lajos Palinkas | 1743      |

#### Pistola a fuoco
| Evento        | Oro                                                       | Oro       | Argento                                              | Argento   | Bronzo                                                  | Bronzo    |
| Evento        | Atleta                                                    | Risultato | Atleta                                               | Risultato | Atleta                                                  | Risultato |
| 25m           | Pal Hembre                                                | 588       | Christian Kezel                                      | 585       | Oleg Tkachiov                                           | 585       |
| 25m a squadre | Russia Sergej Poliakov Valentin Osipenko Sergej Pyž'janov | 1741      | Ucraina Miroslav Ignatiuk Taras Magmet Oleg Tkachiov | 1740      | Corea del Sud Lee Sang-Hak Lee Gi-Choon Park Byung-Taek | 1739      |

#### Pistola standard
| Evento        | Oro                                             | Oro       | Argento                                | Argento   | Bronzo                                                       | Bronzo    |
| Evento        | Atleta                                          | Risultato | Atleta                                 | Risultato | Atleta                                                       | Risultato |
| 25m           | Lee Sang-Hak                                    | 575       | Hans-Rudolf Schneider                  | 574       | Seppo Makinen                                                | 574       |
| 25m a squadre | Finlandia Jari Koivu Seppo Makinen Jouni Vainio | 1706      | Cina Meng Gang Wang Runxi Zhang Ruimin | 1706      | Svizzera Eros De Berti Andreas Schweizer Hansruedi Schneider | 1701      |

#### Pistola ad aria
| Evento        | Oro                              | Oro       | Argento                                                | Argento   | Bronzo                                             | Bronzo    |
| Evento        | Atleta                           | Risultato | Atleta                                                 | Risultato | Atleta                                             | Risultato |
| 10m           | Franck Dumoulin                  | 683,7     | Igor Basinski                                          | 682,2     | Roberto Di Donna                                   | 681,6     |
| 10m a squadre | Cina Iu H. Wang Y. Zhang Shengge | 1732      | Italia Vigilio Fait Roberto Di Donna Vincenzo Spilotro | 1731      | Ungheria Zsolt Karacs Csaba Gyorik Zoltan Papanitz | 1731      |

#### Bersaglio mobile
| Evento              | Oro                                                 | Oro       | Argento                                                | Argento   | Bronzo                                                   | Bronzo    |
| Evento              | Atleta                                              | Risultato | Atleta                                                 | Risultato | Atleta                                                   | Risultato |
| 50m                 | Shu Quingquan                                       | 592       | Luboš Račanský                                         | 590       | Gennadi Avramenko                                        | 588       |
| 50m a squadre       | Cina Cai Zhiyong Shu Quingquan Xiao Jun             | 1759      | Ungheria Jozsef Angyan Jozsef Sike Tamas Tasi          | 1759      | Germania Michael Jakosits Manfred Kurzer Jens Zimmermann | 1758      |
| Misto 50m           | Luboš Račanský                                      | 398 (RM)  | Gennadi Avramenko                                      | 395       | Miroslav Januš                                           | 394       |
| Misto 50m a squadre | Rep. Ceca Miroslav Januš Jan Kermiet Luboš Račanský | 1181 (RM) | Russia Anatoli Asrabaev Alexandr Konychev Igor Kolesov | 1173      | Cina Cai Zhiyong Shu Quingquan Xiao Jun                  | 1166      |
| 10m                 | Manfred Kurzer                                      | 676,3     | Krister Holmberg                                       | 676       | Carlo Colombo                                            | 675,1     |
| 10m a squadre       | Rep. Ceca Miroslav Januš Jan Kermiet Luboš Račanský | 1706      | Stati Uniti Roy Hill Adam Saathoff Lonn Saunders       | 1697      | Ungheria Jozsef Angyan Jozsef Sike Tamas Burkus          | 1690      |
| Misto 10m           | Roy Hill                                            | 385       | Miroslav Januš                                         | 384       | Krister Holmberg                                         | 381       |
| Misto 10m a squadre | Rep. Ceca Miroslav Januš Jan Kermiet Luboš Račanský | 1139 (RM) | Russia Anatoli Asrabaev Igor Kolesov Alexandr Konychev | 1138      | Stati Uniti Roy Hill Adam Saathoff Lonn Saunders         | 1131      |

#### Fossa olimpica
| Evento      | Oro                                                       | Oro       | Argento                                          | Argento   | Bronzo                                            | Bronzo    |
| Evento      | Atleta                                                    | Risultato | Atleta                                           | Risultato | Atleta                                            | Risultato |
| Individuale | Dmitri Monakov                                            | 148       | Christopher Vicard                               | 146       | Lance Bade                                        | 146       |
| A squadre   | Italia Giovanni Pellielo Marco Venturini Roberto Scalzone | 363       | Portogallo Luis Pereira Joao Rebelo Manuel Silva | 355       | Germania Jörg Damme Karsten Bindrich Bjoern Hille | 353       |

#### Doubletrap
| Evento      | Oro                                               | Oro       | Argento                                             | Argento   | Bronzo                                        | Bronzo    |
| Evento      | Atleta                                            | Risultato | Atleta                                              | Risultato | Atleta                                        | Risultato |
| Individuale | Mark Russell                                      | 189       | Kevin Gill                                          | 189       | Albano Pera                                   | 187       |
| A squadre   | Gran Bretagna John Grice Kevin Gill Michael Rouse | 406       | Australia Benjamin Kelley Mark Russell Craig Tilley | 406       | Italia Ercole Buffoli Mirco Cenci Albano Pera | 406       |

#### Skeet
| Evento      | Oro                                              | Oro       | Argento                                               | Argento   | Bronzo                                                     | Bronzo    |
| Evento      | Atleta                                           | Risultato | Atleta                                                | Risultato | Atleta                                                     | Risultato |
| Individuale | Bruno Rossetti                                   | 148       | Alexandr Cherkasov                                    | 145       | Ennio Falco                                                | 145       |
| A squadre   | Italia Andrea Benelli Ennio Falco Bruno Rossetti | 366 (RM)  | Russia Sergei Aksiutin Alexandr Cherkasov Oleg Tishin | 354       | Germania Jan-Henrik Heinrich Bernhard Hochwald Axel Wegner | 353       |

### Donne

#### Carabina
| Evento                    | Oro                                                           | Oro       | Argento                                                       | Argento   | Bronzo                                                    | Bronzo    |
| Evento                    | Atleta                                                        | Risultato | Atleta                                                        | Risultato | Atleta                                                    | Risultato |
| 50m 3 posizioni           | Anna Malujina                                                 | 679,3     | Lessia Leskiv                                                 | 676       | Irina Gerasimenko                                         | 673,9     |
| 50m 3 posizioni a squadre | Germania Petra Horneber Kirsten Obel Wera Stamm               | 1729      | Russia Valentina Cherkasova Irina Gerasimenko Anna Maloukhina | 1725      | Cina Chen Muhua Zhang Qiuping Zhou Danhong                | 1720      |
| 50m a terra               | Petra Horneber                                                | 596       | Beth Herzman                                                  | 592       | Nieves Fernández                                          | 592       |
| 50m a terra a squadre     | Russia Valentina Cherkasova Irina Gerasimenko Anna Maloukhina | 1758      | Norvegia Lindy Hansen Grethe Martinsen Hanne Vataker          | 1755      | Ucraina Lessia Leskiv Tatiana Nesterova Olga Tcheremskaia | 1754      |

#### Carabina ad aria
| Evento        | Oro                                                        | Oro       | Argento                                                      | Argento   | Bronzo                                           | Bronzo    |
| Evento        | Atleta                                                     | Risultato | Atleta                                                       | Risultato | Atleta                                           | Risultato |
| 10m           | Sonja Pfeilschifter                                        | 496,9     | Christine Chuard                                             | 495,6     | Renata Mauer                                     | 495,5     |
| 10m a squadre | Germania Petra Horneber Bettina Knells Sonja Pfeilschifter | 1177      | Russia Valentina Cherkasova Anna Malukhina Irina Gerasimenko | 1174      | Corea del Sud Lee Eun-Joo Oh Mi-Ran Yeo Kab-Soon | 1174      |

#### Pistola
| Evento        | Oro                                    | Oro       | Argento                                               | Argento   | Bronzo                                                  | Bronzo    |
| Evento        | Atleta                                 | Risultato | Atleta                                                | Risultato | Atleta                                                  | Risultato |
| 25m           | Boo Soon-Hee                           | 683,8     | Julita Macur                                          | 679,5     | Li Duihong                                              | 679,2     |
| 25m a squadre | Cina Fan Xiaoping Li Duihong Wang Lina | 1734      | Corea del Sud Boo Soon-Hee Lee Sun-Bock Park Jung-Hee | 1732      | Bielorussia Janna Shitik Yauheniya Haluza Yuliya Siniak | 1723      |

#### Pistola ad aria
| Evento        | Oro                                | Oro       | Argento                                             | Argento   | Bronzo                                          | Bronzo    |
| Evento        | Atleta                             | Risultato | Atleta                                              | Risultato | Atleta                                          | Risultato |
| 10m           | Jasna Šekarić                      | 484,6     | Margit Stein                                        | 484,1     | Galina Beliayeva                                | 483,7     |
| 10m a squadre | Cina Fan Xiaoping Li Duihong Ma Ge | 1144      | Bulgaria Diana Iorgova Maria Grozdeva Tania Staneva | 1137      | Germania Doreen Müller Anke Völker Margit Stein | 1135      |

#### Bersaglio mobile
| Evento | Oro          | Oro       | Argento       | Argento   | Bronzo       | Bronzo    |
| Evento | Atleta       | Risultato | Atleta        | Risultato | Atleta       | Risultato |
| 10m    | Kim Moon-Sun | 354       | Csilla Madari | 352       | Ann Sjokvist | 347       |

#### Fossa olimpica
| Evento      | Oro                                                 | Oro       | Argento                                                 | Argento   | Bronzo                                                   | Bronzo    |
| Evento      | Atleta                                              | Risultato | Atleta                                                  | Risultato | Atleta                                                   | Risultato |
| Individuale | Paola Tattini                                       | 112       | Deena Julin                                             | 112       | Denise Morrison                                          | 112       |
| A squadre   | Italia Paola Tattini Roberta Pelosi Emanuela Caponi | 329       | Stati Uniti Deena Julin Denise Morrison Theresa Wentzel | 323       | Germania Silke Huesing Susanne Kiermaier Petra Knetemann | 321       |

#### Doubletrap
| Evento      | Oro                                                      | Oro       | Argento                                                  | Argento   | Bronzo                           | Bronzo    |
| Evento      | Atleta                                                   | Risultato | Atleta                                                   | Risultato | Atleta                           | Risultato |
| Individuale | Satu Pusila                                              | 140       | Elena Shishirina                                         | 139       | Svetlana Demina                  | 139       |
| A squadre   | Russia Svetlana Demina Irina Laritcheva Elena Shishirina | 306       | Finlandia Satu Makela Riitta-Mari Murtoniemi Satu Pusila | 302       | Cina Gao E Wang Yujin Liu Yingzi | 296       |

#### Skeet
| Evento      | Oro                                                  | Oro       | Argento                                              | Argento   | Bronzo                                                 | Bronzo    |
| Evento      | Atleta                                               | Risultato | Atleta                                               | Risultato | Atleta                                                 | Risultato |
| Individuale | Erdjanik Avetisian                                   | 116       | Diana Igaly                                          | 113       | Daniela Bolis                                          | 111       |
| A squadre   | Ungheria Ibolya Gobolos Diana Igaly Erzsébet Vasvári | 323       | Stati Uniti Terry Bankey Shari Legate Connie Shiller | 321       | Italia Daniela Bolis Sabrina Nardini Antonella Parrini | 316       |

## Risultati juniores

### Uomini

#### Carabina
| Evento                    | Oro                                                       | Oro       | Argento                                                   | Argento   | Bronzo                                              | Bronzo    |
| Evento                    | Atleta                                                    | Risultato | Atleta                                                    | Risultato | Atleta                                              | Risultato |
| 50m 3 posizioni           | Yoav Zeevi                                                | 1145      | Jozef Gonci                                               | 1145      | Jason Parker                                        | 1140      |
| 50m 3 posizioni a squadre | Slovacchia Jozef Gonci Miroslav Machacek Miroslav Svorada | 3392      | Stati Uniti Charles Metz Jason Parker Talmadge Wilkins    | 3381      | Finlandia Jani Puhakka Antti Rasanen Antti Salminen | 3377      |
| 50m a terra               | Charles Metz                                              | 590       | Kieron Gibbons                                            | 587       | Jozef Gonci                                         | 586       |
| 50m a terra a squadre     | Stati Uniti Charles Metz Jason Parker Talmadge Wilkins    | 1758      | Slovacchia Jozef Gonci Miroslav Machacek Miroslav Svorada | 1750      | Finlandia Jani Puhakka Antti Rasanen Toni Heino     | 1748      |

#### Carabina ad aria
| Evento        | Oro                                                 | Oro       | Argento                                                  | Argento   | Bronzo                                         | Bronzo    |
| Evento        | Atleta                                              | Risultato | Atleta                                                   | Risultato | Atleta                                         | Risultato |
| 10m           | Ulf Karlsson                                        | 588       | Hartmut Wahl                                             | 587       | Henrik Tiainen                                 | 586       |
| 10m a squadre | Stati Uniti Robin Orth Jason Parker Marcos Scrivner | 1739      | Austria Leopold Gansch Hartmut Wahl Martin Spindelberger | 1739      | Ungheria Zoltan Fluck Kornel Nagy Zoltan Szabo | 1733      |

#### Pistola
| Evento        | Oro                                                       | Oro       | Argento                                           | Argento   | Bronzo                                                | Bronzo    |
| Evento        | Atleta                                                    | Risultato | Atleta                                            | Risultato | Atleta                                                | Risultato |
| 25m           | Anatolie Corovai                                          | 583       | Joseph Gonzalez                                   | 581       | Aleg Nenov                                            | 579       |
| 25m a squadre | Moldavia Anatolie Corovai Alexandru Corovai Viktor Vierou | 1722      | Rep. Ceca Lubor Dedic Jiri Pletanek Martin Strnad | 1698      | Francia Cyril Louerat Walther Lapeyre Olivier Garnier | 1697      |
| 50m           | Anatolie Corovai                                          | 555       | Joseph Gonzalez                                   | 554       | Norbelis Barzaga                                      | 551       |
| 50m a squadre | Moldavia Anatolie Corovai Alexandru Corovai Viktor Vierou | 1630      | Germania Jürgen Hannert Markus Hehl Jan Wandel    | 1616      | Stati Uniti Joseph Gonzalez Chad Harreld Kelly Morris | 1602      |

#### Pistola a fuoco rapido
| Evento        | Oro                                                       | Oro       | Argento                                                   | Argento   | Bronzo                                                | Bronzo    |
| Evento        | Atleta                                                    | Risultato | Atleta                                                    | Risultato | Atleta                                                | Risultato |
| 25m           | Joseph Gonzalez                                           | 579       | Torben Engel                                              | 579       | Markus Federowitz                                     | 574       |
| 25m a squadre | Germania Torben Engel Markus Federowitz Mario Spangenberg | 1726      | Corea del Sud Hwang Yoon-Sam Keum Joong-Hoon Kim Si-Woong | 1680      | Francia Lionel Carcasona Julien Degat Olivier Garnier | 1665      |

#### Pistola standard
| Evento        | Oro                                                       | Oro       | Argento                                              | Argento   | Bronzo                                           | Bronzo    |
| Evento        | Atleta                                                    | Risultato | Atleta                                               | Risultato | Atleta                                           | Risultato |
| 25m           | Jaspal Rana                                               | 569       | Ricardo Yuston                                       | 568       | Joseph Gonzalez                                  | 561       |
| 25m a squadre | Moldavia Anatolie Corovai Alexandru Corovai Viktor Vierou | 1637      | Francia Julien Degat Olivier Garnier Walther Lapeyre | 1637      | Finlandia Jiri Bohacek Lubor Dedic Jiri Pletanek | 1621      |

#### Pistola ad aria
| Evento        | Oro                                                  | Oro       | Argento                                              | Argento   | Bronzo                                         | Bronzo    |
| Evento        | Atleta                                               | Risultato | Atleta                                               | Risultato | Atleta                                         | Risultato |
| 10m           | Alexandr Wiskrepzev                                  | 573       | Anatolie Corovai                                     | 571       | Csaba Szasz                                    | 570       |
| 10m a squadre | Ungheria Andras Hidvegi Karoly Szabadkai Csaba Szasz | 1703      | Francia Nicolas Bacquet Julien Degat Walther Lapeyre | 1694      | Germania Markus Hehl Jürgen Hannert Jan Wandel | 1693      |

#### Bersaglio mobile
| Evento              | Oro                                                     | Oro       | Argento                                              | Argento   | Bronzo                                                  | Bronzo    |
| Evento              | Atleta                                                  | Risultato | Atleta                                               | Risultato | Atleta                                                  | Risultato |
| 50m                 | Miroslav Bendik                                         | 586       | Dimitri Lykin                                        | 583       | Andres Felipe Torres Vidal                              | 582       |
| 50m a squadre       | Slovacchia Miroslav Bendik Peter Pelach Peter Planovsky | 1739      | Russia Oleg Andreev Dimitri Lykin Alexei Ponomarev   | 1735      | Ungheria Marco Angermann Iven Niezijewski Carsten Zeuge | 1710      |
| Misto 50m           | Peter Pelach                                            | 387       | Niklas Bergstroem                                    | 384       | Jan Sternadel                                           | 383       |
| Misto 50m a squadre | Rep. Ceca Petr Frübling Miroslav Lizal Jan Sternadel    | 1141      | Finlandia Teppo Koskue Vesa Saviahde Pasi Wedman     | 1132      | Slovacchia Miroslav Bendik Peter Pelach Peter Planovsky | 1132      |
| 10m                 | Peter Planovsky                                         | 560       | Miroslav Lizal                                       | 559       | Dimitri Lykin                                           | 559       |
| 10m a squadre       | Slovacchia Miroslav Bendik Peter Pelach Peter Planovsky | 1657      | Rep. Ceca Petr Frübling Miroslav Lizal Jan Sternadel | 1653      | Russia Oleg Andreev Dimitri Lykin Alexei Ponomarev      | 1648      |
| Misto 10m           | Pasi Wedman                                             | 377       | Peter Planovsky                                      | 374       | Luis Iglesias                                           | 374       |
| Misto 10m a squadre | Russia Oleg Andreev Dimitri Lykin Alexei Ponomarev      | 1104      | Rep. Ceca Petr Frübling Miroslav Lizal Jan Sternadel | 1101      | Slovacchia Miroslav Bendik Peter Pelach Peter Planovsky | 1099      |

#### Fossa olimpica
| Evento      | Oro                                                         | Oro       | Argento                                                          | Argento   | Bronzo                                               | Bronzo    |
| Evento      | Atleta                                                      | Risultato | Atleta                                                           | Risultato | Atleta                                               | Risultato |
| Individuale | Erik Varga                                                  | 121       | Martin Davies                                                    | 118       | Yiannis Christofi                                    | 117       |
| A squadre   | Stati Uniti Martin Davies Ronald Fredenburg Matthew Ruchong | 348       | Spagna Alfonso Avalos Antonio Bermudez de Lèon Alberto Hernández | 348       | Italia Raffaele Brio Adriano Lamera Mirco Viligiardi | 336       |

#### Doubletrap
| Evento      | Oro                                                           | Oro       | Argento                                                     | Argento   | Bronzo                                             | Bronzo    |
| Evento      | Atleta                                                        | Risultato | Atleta                                                      | Risultato | Atleta                                             | Risultato |
| Individuale | Daniele Di Spigno                                             | 138       | Emanuele Bernasconi                                         | 137       | Richard Faulds                                     | 133       |
| A squadre   | Italia Emanuele Bernasconi Daniele Di Spigno Stefano Mezzetta | 396       | Stati Uniti Martin Davies Ronald Fredenburg Matthew Ruchong | 378       | Finlandia Joonas Olkkonen Aki Reijonen Rami Vainio | 376       |

#### Skeet
| Evento      | Oro                                                              | Oro       | Argento                                                       | Argento   | Bronzo                                                       | Bronzo    |
| Evento      | Atleta                                                           | Risultato | Atleta                                                        | Risultato | Atleta                                                       | Risultato |
| Individuale | Rossano D'Annibale                                               | 120       | Antonis Andreou                                               | 120       | Christos Kourtellas                                          | 118       |
| A squadre   | Cipro Antonis Andreou Christos Kourtellas Kristakis Christoforou | 351       | Italia Rossano D'Annibale Umberto Frontoni Riccardo Meriziola | 345       | Polonia Andrzej Dziech Jaroslaw Filipczynski Michal Milewski | 336       |

### Donne

#### Carabina
| Evento                    | Oro                                                       | Oro       | Argento                                                  | Argento   | Bronzo                                                    | Bronzo    |
| Evento                    | Atleta                                                    | Risultato | Atleta                                                   | Risultato | Atleta                                                    | Risultato |
| 50m 3 posizioni           | Aleksandra Ivošev                                         | 576       | Helena Juppala                                           | 570       | Marijana Fric                                             | 569       |
| 50m 3 posizioni a squadre | Stati Uniti Iryt Chance Jayme Dickman Jenna Rich          | 1703      | Ungheria Orsolya Ablonczy Marta Azstai Edina Kutnyanszky | 1693      | Russia Marina Bobkova Maria Feklistova Tat'jana Goldobina | 1692      |
| 50m a terra               | Maria Feklistova                                          | 590       | Aleksandra Ivošev                                        | 586       | Helena Juppala                                            | 586       |
| 50m a terra a squadre     | Russia Marina Bobkova Maria Feklistova Tat'jana Goldobina | 1758      | Ungheria Katalin Hegedus Marta Azstai Edina Kutnyanszky  | 1730      | Francia Valerie Bellenoue Angelique Klein Aline Schneider | 1725      |

#### Carabina ad aria
| Evento        | Oro                                                       | Oro       | Argento                                                 | Argento   | Bronzo                                              | Bronzo    |
| Evento        | Atleta                                                    | Risultato | Atleta                                                  | Risultato | Atleta                                              | Risultato |
| 10m           | Valerie Bellenoue                                         | 392       | Elina Ilkka                                             | 392       | Galina Penkova                                      | 391       |
| 10m a squadre | Francia Valerie Bellenoue Carole Couesnon Angelique Klein | 1167      | Stati Uniti April Blajeski Jayme Dickman Nancy Napolski | 1155      | Croazia Marina Borzic Suzana Cimbal Natalia Gotovac | 1151      |

#### Pistola
| Evento        | Oro                                                     | Oro       | Argento                                                             | Argento   | Bronzo                                              | Bronzo    |
| Evento        | Atleta                                                  | Risultato | Atleta                                                              | Risultato | Atleta                                              | Risultato |
| 25m           | Slawomira Szpek                                         | 573       | Svetlana Nahtigal                                                   | 572       | Ekaterina Prikhodchenko                             | 570       |
| 25m a squadre | Germania Katja Bechstedt Claudia Verdicchio Anke Wagner | 1702      | Russia Svetlana Movsikova Ekaterina Prikhodchenko Irina Petroukhova | 1698      | Francia Karine Berton Karen Macary Stephanie Tirode | 1691      |

#### Pistola ad aria
| Evento        | Oro                                                            | Oro       | Argento                                             | Argento   | Bronzo                                            | Bronzo    |
| Evento        | Atleta                                                         | Risultato | Atleta                                              | Risultato | Atleta                                            | Risultato |
| 10m           | Karen Macary                                                   | 381       | Susanne Meyerhoff                                   | 380       | Anke Wagner                                       | 378       |
| 10m a squadre | Danimarca Majbritt Hjortshoje Charlotte Lind Susanne Meyerhoff | 1132      | Francia Karine Berton Karen Macary Stephanie Tirode | 1125      | Svezia Mona Georgson Carola Hedberg Jenny Nilsson | 1110      |

#### Bersaglio mobile
| Evento | Oro            | Oro       | Argento        | Argento   | Bronzo            | Bronzo    |
| Evento | Atleta         | Risultato | Atleta         | Risultato | Atleta            | Risultato |
| 10m    | Silke Johannes | 354       | Cathy Winstead | 350       | Natalya Kovalenko | 348       |

## Medagliere
Nazione ospitante
| Posiz. | Nazione       | Oro | Argento | Bronzo | Totale |
| ------ | ------------- | --- | ------- | ------ | ------ |
| 1      | Cina          | 7   | 2       | 5      | 14     |
| 2      | Germania      | 6   | 1       | 9      | 16     |
| 3      | Rep. Ceca     | 5   | 6       | 3      | 14     |
| 4      | Italia        | 5   | 1       | 7      | 13     |
| 5      | Russia        | 4   | 8       | 4      | 16     |
| 6      | Finlandia     | 4   | 4       | 4      | 12     |
| 7      | Stati Uniti   | 3   | 6       | 3      | 12     |
| 8      | Ucraina       | 3   | 5       | 3      | 11     |
| 9      | Corea del Sud | 3   | 1       | 2      | 6      |
| 10     | Francia       | 2   | 4       | 2      | 8      |
| 11     | Bielorussia   | 2   | 2       | 1      | 5      |
| 12     | Polonia       | 2   | 1       | 1      | 4      |
| 13     | Ungheria      | 1   | 3       | 3      | 7      |
| 14     | Australia     | 1   | 1       | 0      | 2      |
| 14     | Jugoslavia    | 1   | 1       | 0      | 2      |
| 14     | Norvegia      | 1   | 1       | 0      | 2      |
| 14     | Gran Bretagna | 1   | 1       | 0      | 2      |
| 18     | Armenia       | 1   | 0       | 0      | 1      |
| 18     | Israele       | 1   | 0       | 0      | 1      |
| 20     | Svizzera      | 0   | 2       | 3      | 5      |
| 21     | Bulgaria      | 0   | 2       | 0      | 2      |
| 22     | Portogallo    | 0   | 1       | 0      | 1      |
| 23     | Spagna        | 0   | 0       | 1      | 1      |
| 23     | Austria       | 0   | 0       | 1      | 1      |
| 23     | Kazakistan    | 0   | 0       | 1      | 1      |

## Medagliere juniores
Nazione ospitante
| Posiz. | Nazione       | Oro | Argento | Bronzo | Totale |
| ------ | ------------- | --- | ------- | ------ | ------ |
| 1      | Slovacchia    | 7   | 3       | 3      | 16     |
| 2      | Stati Uniti   | 6   | 7       | 3      | 16     |
| 3      | Moldavia      | 5   | 2       | 0      | 7      |
| 4      | Russia        | 4   | 3       | 4      | 11     |
| 5      | Francia       | 3   | 3       | 4      | 10     |
| 6      | Germania      | 3   | 2       | 3      | 8      |
| 7      | Italia        | 3   | 2       | 1      | 6      |
| 8      | Rep. Ceca     | 1   | 4       | 1      | 6      |
| 9      | Finlandia     | 1   | 3       | 6      | 10     |
| 10     | Ungheria      | 1   | 2       | 3      | 6      |
| 11     | Cipro         | 1   | 1       | 2      | 4      |
| 12     | Svezia        | 1   | 1       | 1      | 3      |
| 12     | Jugoslavia    | 1   | 1       | 1      | 3      |
| 14     | Danimarca     | 1   | 1       | 0      | 2      |
| 15     | Polonia       | 1   | 0       | 1      | 2      |
| 16     | Israele       | 1   | 0       | 0      | 1      |
| 16     | India         | 1   | 0       | 0      | 1      |
| 18     | Austria       | 0   | 2       | 0      | 2      |
| 19     | Gran Bretagna | 0   | 1       | 1      | 2      |
| 20     | Corea del Sud | 0   | 1       | 0      | 1      |
| 20     | Argentina     | 0   | 1       | 0      | 1      |
| 20     | Spagna        | 0   | 1       | 0      | 1      |
| 23     | Bulgaria      | 0   | 0       | 2      | 2      |
| 24     | Cuba          | 0   | 0       | 1      | 1      |
| 24     | Colombia      | 0   | 0       | 1      | 1      |
| 24     | Guatemala     | 0   | 0       | 1      | 1      |
| 24     | Croazia       | 0   | 0       | 1      | 1      |
| 24     | Kazakistan    | 0   | 0       | 1      | 1      |